# FC Viljandi
FC Viljandi – estoński klub piłkarski, mający siedzibę w Viljandi, w prowincji Viljandi na południu kraju.

## Historia
Chronologia nazw:
- 2000: FC Viljandi
- 2000: po zakończeniu sezonu sprzedał miejsce FC Elva
- 2011: FC Viljandi
- 2012: klub rozwiązano

Klub piłkarski FC Viljandi został założony w mieście Viljandi w 2000 roku. W debiutowym sezonie 2000 zespół startował w pierwszej lidze, w której zajął 3. miejsce. Jednak po zakończeniu sezonu sprzedał miejsce FC Elva i został rozwiązany.
W 2011 klub został reaktywowany jako FC Viljandi, po tym jak inny klub miejski Tulevik zdecydował się odbudować drużynę z lokalnymi amatorami i spadł o dwa poziomy, aby zagrać w drugiej lidze. Nowo utworzony klub zajął miejsce Tulevika w Meistriliiga. Większość piłkarzy do nowego klubu przeszło z Tulevika. W sezonie 2011 zajął 8.miejsce, a w 2012 był na siódmej pozycji w najwyższej lidze Mistrzostw Estonii. Po sezonie 2012 klub został wycofany z mistrzostw, po tym jak Tulevik zdobył awans do pierwszej ligi (drugiego poziomu futbolu w Estonii).

## Sukcesy

### Trofea międzynarodowe
Nie uczestniczył w rozgrywkach europejskich (stan na 31-12-2017).

### Trofea krajowe
| \| \| Zdobyte trofea w rozgrywkach Estonii (stan na: 31-12-2017) \| |                                                            |      |            |
| Rozgrywki                                                           | Osiągnięcie                                                | Razy | Sezon(y)   |
| Mistrzostwo                                                         | I miejsce                                                  | 0    |            |
| Mistrzostwo                                                         | II miejsce                                                 | 0    |            |
| Mistrzostwo                                                         | III miejsce                                                | 0    |            |
| Mistrzostwo                                                         | 7.miejsce                                                  | 1    | 2012       |
| Puchar                                                              | zdobywca                                                   | 0    |            |
| Puchar                                                              | finalista                                                  | 0    |            |
| Puchar                                                              | 1/8 finału                                                 | 2    | 2007, 2012 |
| II liga                                                             | I miejsce                                                  | 0    |            |
| II liga                                                             | II miejsce                                                 | 0    |            |
| II liga                                                             | III miejsce                                                | 1    | 2010       |
| Estonia                                                             | Zdobyte trofea w rozgrywkach Estonii (stan na: 31-12-2017) |      |            |

## Stadion
Klub rozgrywa swoje mecze domowe na stadionie Miejskim w mieście Viljandi, który może pomieścić 1006 widzów.

## Trenerzy
- 2000:  ?
- 2011–2012:  Zaur Tszilingaraszwili